# Пайн-Айленд-Сентер (Флорида)
Пайн-Айленд-Сентер (англ. Pine Island Center) — переписна місцевість (CDP) в США, в окрузі Лі штату Флорида. Населення — 1942 особи (2020).

## Географія
Пайн-Айленд-Сентер розташований за координатами 26°37′25″ пн. ш. 82°7′38″ зх. д. / 26.62361° пн. ш. 82.12722° зх. д. (26.623740, -82.127169).  За даними Бюро перепису населення США в 2010 році переписна місцевість мала площу 11,41 км², з яких 11,29 км² — суходіл та 0,12 км² — водойми. В 2017 році площа становила 12,05 км², з яких 11,29 км² — суходіл та 0,77 км² — водойми.

## Демографія
Згідно з переписом 2010 року, у переписній місцевості мешкали 1854 особи в 860 домогосподарствах у складі 525 родин. Густота населення становила 163 особи/км².  Було 1137 помешкань (100/км²).
Расовий склад населення:
| - 95,7 % — білих - 0,9 % — азіатів - 0,8 % — корінних американців - 0,3 % — чорних або афроамериканців - 1,0 % — осіб інших рас |

До двох чи більше рас належало 1,4 %. Частка іспаномовних становила 5,5 % від усіх жителів.
За віковим діапазоном населення розподілялося таким чином: 15,9 % — особи молодші 18 років, 57,9 % — особи у віці 18—64 років, 26,2 % — особи у віці 65 років та старші. Медіана віку мешканця становила 53,6 року. На 100 осіб жіночої статі у переписній місцевості припадало 101,3 чоловіків;  на 100 жінок у віці від 18 років та старших — 99,1 чоловіків також старших 18 років.
Середній дохід на одне домашнє господарство  становив 54 096 доларів США (медіана — 38 734), а середній дохід на одну сім'ю — 68 863 долари (медіана — 52 500). Медіана доходів становила 94 750 доларів для чоловіків та 41 667 доларів для жінок. За межею бідності перебувало 16,9 % осіб, у тому числі 39,8 % дітей у віці до 18 років та 9,4 % осіб у віці 65 років та старших.
Цивільне працевлаштоване населення становило 708 осіб. Основні галузі зайнятості: науковці, спеціалісти, менеджери — 16,2 %, освіта, охорона здоров'я та соціальна допомога — 15,4 %, мистецтво, розваги та відпочинок — 12,7 %.